# Beat Grögli
Beat Grögli (ur. 20 września 1970 w Wil) – szwajcarski duchowny katolicki, biskup Sankt Gallen od 2025.

## Życiorys

### Prezbiterat
Święcenia kapłańskie otrzymał 16 sierpnia 1998. Inkardynowany do diecezji Sankt Gallen.

### Episkopat
22 maja 2025 papież Leon XIV mianował go biskupem Sankt Gallen. Sakry udzielił mu 6 lipca 2025 w Opactwie Sankt Gallen emerytowany biskup Sankt Gallen, Markus Büchel. 